# Kaveh Mousavi
Kaveh Sadegh Mousavi (persisch کاوه موسوی; * 27. Mai 1985 in Täbris) ist ein ehemaliger iranischer Leichtathlet, der sich auf den Hammerwurf spezialisiert hat.

## Sportliche Laufbahn
Erste internationale Erfahrungen sammelte Kaveh Mousavi im Jahr 2002, als er bei den Juniorenasienmeisterschaften in Bangkok mit einer Weite von 57,59 m mit dem 6-kg-Hammer den siebten Platz belegte. Zwei Jahre später erreichte er bei den Juniorenasienmeisterschaften in Ipoh mit 60,76 m Rang fünf und schied anschließend bei den Juniorenweltmeisterschaften in Grosseto mit 65,23 m in der Qualifikation aus. 2009 startete er bei der Sommer-Universiade in Guangzhou und schied dort mit 63,96 m in der Qualifikation aus, ehe er bei den Asienmeisterschaften in Guangzhou mit 68,15 m den fünften Platz belegte. Im Jahr darauf nahm er erstmals an den Asienspielen ebendort teil und gewann dort mit einem Wurf auf 68,90 m die Silbermedaille hinter dem Tadschiken Dilschod Nasarow. 2011 wurde er bei den Asienmeisterschaften in Kōbe mit 68,88 m Vierter und belegte dann bei den Studentenweltspielen in Shenzhen mit 68,80 m den achten Platz. Zudem qualifizierte er sich für die Weltmeisterschaften in Daegu, verpasste dort aber mit 68,01 m den Einzug ins Finale. Im Jahr darauf nahm er an den Olympischen Spielen in London teil, schied aber auch dort mit 72,70 m in der Qualifikation aus.
Bei den Leichtathletik-Asienmeisterschaften 2013 in Pune belegte er mit 71,43 m den vierten Platz und erreichte anschließend auch bei den Islamic Solidarity Games in Palembang mit 68,01 m Rang vier. Im Jahr darauf gelang ihm bei den Asienspielen in Incheon kein gültiger Versuch und 2016 stellte er in Weißrussland mit 77,40 m einen neuen Landesrekord auf und verbesserte damit die wenige Wochen alte Bestmarke von Pezhman Ghalehnoei um etwa eineinhalb Meter. Bereits zuvor war er Inhaber des Landesrekordes. Damit schaffte er auch die Qualifikation für die Olympischen Spiele in Rio de Janeiro und verpasste dort mit 65,03 m den Finaleinzug. 2018 beendete er in Teheran seine aktive sportliche Karriere im Alter von 32 Jahren.
2012 wurde Mousavi iranischer Meister im Hammerwurf.